# Softtouch
SOFTTOUCH（ソフトタッチ）は、日本のオルタナティヴ・ロックバンド、音楽に関わる生活周りの仲間を中心に1998年12月に神奈川県で結成し、2003年3月に解散。2016年9月に再始動。2020年12月 渡辺大介(Bass)が脱退、2024年春に4thアルバム『アナーキー・牧歌・ユートピア』をリリース。ベーシストとしてクボタマサヒコが加入。

## メンバー
| 氏名           | パート          | 出身地           |
| -------------- | --------------- | ---------------- |
| 佐野 史紀      | ボーカル ギター | 神奈川県(東京生) |
| 山田 真一      | ギター          | 山形県           |
| クボタマサヒコ | ベース          | 神奈川県(東京生) |
| 星野 誠        | ドラムス        | 東京都           |

## 名前の由来
バンド名の由来は、大学時代の後輩が彼独自に命名したのが発端。
動きのあるバンド名(動的)でいて、「触れる」というニュアンスが良いと採用された。

## 世界観
Teenage FanclubやweezerなどのUK/USオルタナティヴ・ロックのギターロックの系譜にある。音楽と仕事を両立させるというスタイルでメンバー全員がバンド活動とは別にそれぞれ本業を持っている。
佐野の歌詞における、社会への肯定的なスタンスは、彼の社会人経験から学んだ描写が多く、個人ではなく、社会に目を向けている。。包摂的かつ倫理的な表現が作品に見受けられる。

## 作品

### ライブ会場限定販売
- 自由意志 （2019年、CD only in dreams）

### その他
- V.A 『Gift』 （2018年11月）
  - 「Circle」を収録。

## ミュージックビデオ
| 監督           | 曲名         |
| -------------- | ------------ |
| Kenichiro Hiro | 「Circle」   |
| 浜田淳         | 「リビルド」 |
| Kotarou Nogami | 「自由意志」 |
| SOFTTOUCH      | 「焚火」     |

## 主なライブ

### ワンマンライブ・主催イベント
- 2018年
  - 2018年6月18日 - 解放#0
  - 2018年7月9日 - 解放#1
  - 2018年8月17日 - 解放#2
  - 2018年11月30日 - 解放#3
- 2019年
  - 2019年1月12日 - 解放#4
  - 2019年2月11日 - 解放#5
  - 2019年6月7日 - 解放#6
  - 2019年11月8日 - 解放#7
- 2020年
  - 2020年12月10日 - 解放 & Oh! でか大ナイト
- 2021年
  - 2021年9月10日 - 解放 ポストサマー
- 2022年
  - 2022年2月8日 - 解放 オンライン
- 2023年
  - 2023年9月18日 - 解放#8 共同EP祭
  - 2023年12月10日 - 解放#9 -drinks&songs(emo)-
- 2024年
  - 2024年4月26日 - ダブルレコ発
  - 2024年8月4日 - 解放#10 堺FANDANGO 編
  - 2024年10月6日 - 解放#10 下北沢Spread 編